# No Remorse
No Remorse é uma coletânea musical lançada pela banda britânica Motörhead em 1984.[carece de fontes?] Foi o primeiro lançamento a conter a formação Lemmy, Phil Campbell, Würzel e Pete Gill. No Remorse recebeu Certificado de Prata no Reino Unido. Em 2017, foi eleito o 7º melhor álbum de metal de todos os tempos pela revista Rolling Stone.

## Faixas
Canções compostas por "Fast" Eddie Clarke, Ian Kilmister e Phil "Philthy Animal" Taylor, com exceção das anotadas.
| Lado 1 |                                                                          |                                                 |         |  |
| N.º    | Título                                                                   | Lançamento original                             | Duração |  |
| 1.     | "Ace of Spades"                                                          | Ace of Spades                                   | 2:48    |  |
| 2.     | "Motorhead (Live)" (Kilmister)                                           | Actually an edit from No Sleep 'Til Hammersmith | 3:37    |  |
| 3.     | "Jailbait"                                                               | Ace of Spades                                   | 3:33    |  |
| 4.     | "Stay Clean"                                                             | Overkill                                        | 2:42    |  |
| 5.     | "Too Late, Too Late"                                                     | B-side of "Overkill"                            | 3:26    |  |
| 6.     | "Killed by Death" (Michael Burston, Phil Campbell, Pete Gill, Kilmister) | New recording                                   | 4:42    |  |

| Lado 2 |                                                        |                     |         |  |
| N.º    | Título                                                 | Info                | Duração |  |
| 7.     | "Bomber"                                               | Bomber              | 3:43    |  |
| 8.     | "Iron Fist"                                            | Iron Fist           | 2:54    |  |
| 9.     | "Shine" (Kilmister, Brian Robertson, Taylor)           | Another Perfect Day | 3:11    |  |
| 10.    | "Dancing on Your Grave" (Kilmister, Robertson, Taylor) | Another Perfect Day | 4:30    |  |
| 11.    | "Metropolis"                                           | Overkill            | 3:37    |  |
| 12.    | "Snaggletooth" (Burston, Campbell, Gill, Kilmister)    | New recording       | 3:51    |  |

| Lado 3 |                                                                          |                              |         |  |
| N.º    | Título                                                                   | Info                         | Duração |  |
| 13.    | "Overkill"                                                               | Overkill                     | 3:12    |  |
| 14.    | "Please Don't Touch" (Johnny Kidd, Guy Robinson)                         | St. Valentine's Day Massacre | 2:49    |  |
| 15.    | "Stone Dead Forever"                                                     | Bomber                       | 4:54    |  |
| 16.    | "Like a Nightmare"                                                       | B-side of "No Class"         | 4:28    |  |
| 17.    | "Emergency" (Denise Dufort, Kelly Johnson, Kim McAuliffe, Enid Williams) | St. Valentine's Day Massacre | 3:00    |  |
| 18.    | "Steal Your Face" (Burston, Campbell, Gill, Kilmister)                   | New recording                | 4:31    |  |

| Lado 4 |                                                                      |                                                                           |         |  |
| N.º    | Título                                                               | Info                                                                      | Duração |  |
| 19.    | "Louie, Louie" (Richard Berry)                                       | Uma versão diferente que foi lançada mais tarde como bônus do CD Overkill | 2:55    |  |
| 20.    | "No Class"                                                           | Overkill                                                                  | 2:41    |  |
| 21.    | "Iron Horse/Born to Lose (Live)" (Mick Brown, Guy Lawrence, Taylor)  | Actually an edit from No Sleep 'Til Hammersmith                           | 3:48    |  |
| 22.    | "(We Are) The Road Crew"                                             | Ace of Spades                                                             | 3:12    |  |
| 23.    | "Leaving Here (Live)" (Lamont Dozier, Brian Holland, Edward Holland) | The Golden Years                                                          | 3:05    |  |
| 24.    | "Locomotive" (Burston, Campbell, Gill, Kilmister)                    | New recording                                                             | 3:25    |  |

| Double CD bonus tracks (Sanctuary Records 2005 Reissue) |                                                        |                   |         |  |
| N.º                                                     | Título                                                 | Info              | Duração |  |
| 13.                                                     | "Under the Knife" (Burston, Campbell, Gill, Kilmister) | New recording     | 3:50    |  |
| 14.                                                     | "Under the Knife" (Burston, Campbell, Gill, Kilmister) | New recording     | 4:34    |  |
| 15.                                                     | "Masterplan" (Richie Stotts, Rod Swenson)              | Stand by Your Man | 2:55    |  |
| 16.                                                     | "No Class" (performed by The Plasmatics)               | Stand by Your Man | 2:32    |  |
| 17.                                                     | "Stand by Your Man" (Billy Sherrill, Tammy Wynette)    | Stand by Your Man | 3:06    |  |